# Kehinde Fatai
Kehinde Abdul Feyi Fatai (* 19. února 1990, Jos, Nigérie) je nigerijský fotbalový útočník, který je v současnosti hráčem ruského klubu FK Ufa. V minulosti rok působil v pražské Spartě.

## Klubová kariéra

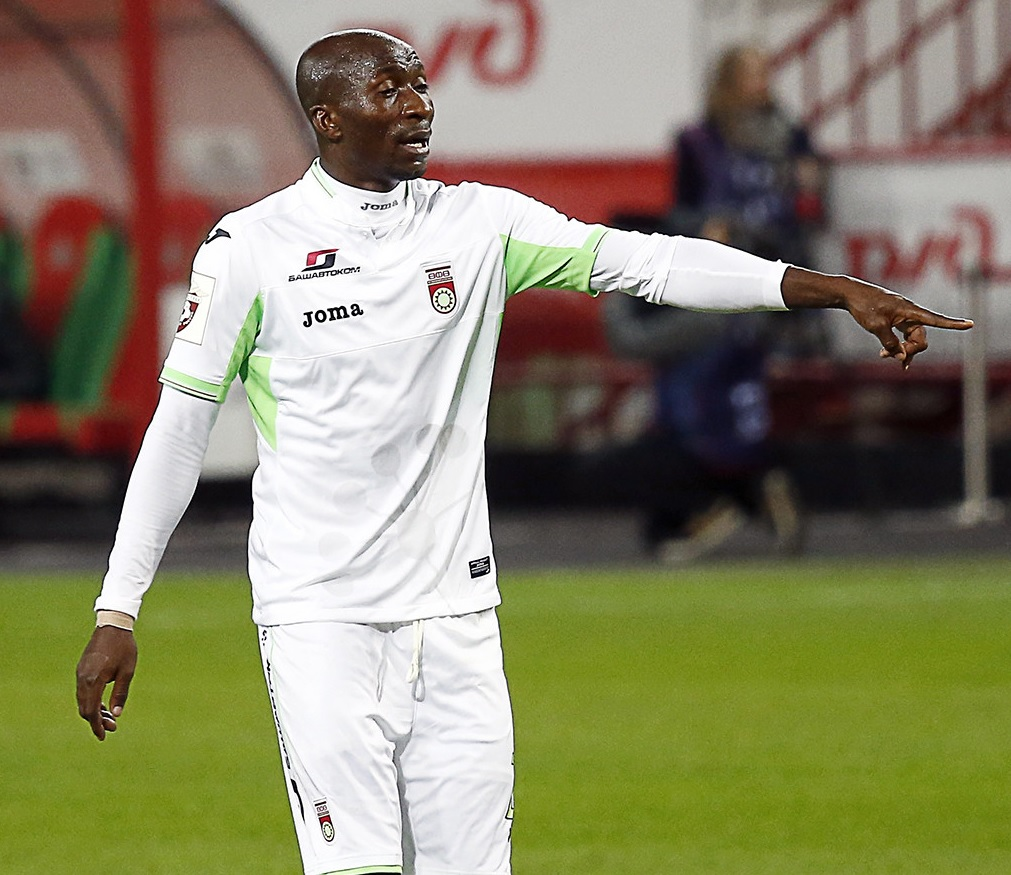
V dresu Ufy (2016)

S fotbalem začínal v Nigérii v klubu JUTH FC. V roce 2007 odešel jako dorostenec do Rumunska do FC Farul Constanța, kde od roku 2008 hrál i za A-mužstvo. V červenci 2010 přestoupil jako volný hráč do FC Astra Ploiești (klub se v roce 2012 přestěhoval do Giurgiu). V sezoně 2013/14 hostoval v belgickém Club Brugge KV.
S Astrou se představil v Evropské lize 2014/15. V úvodním domácím utkání třetího předkola 31. července 2014 proti českému FC Slovan Liberec zařídil hattrickem výhru svého týmu 3:0 a slušné naděje na postup do play-off předkola. Gólově se prosadil i v prvním utkání play-off předkola proti domácímu Olympique Lyon, jednou brankou pomohl týmu k výhře 2:1. Astra se i díky jeho gólovým příspěvkům kvalifikovala do základní skupiny Evropské ligy.
V červnu 2015 podepsal tříletou smlouvu s českým klubem AC Sparta Praha. V sezóně 2015/16 vybojoval se Spartou 2. místo v české nejvyšší lize.
V srpnu 2016 přestoupil ze Sparty do ruského klubu FK Ufa, kde podepsal smlouvu na tři roky.

## Reprezentační kariéra
Kehinde Fatai působil v mládežnických výběrech Nigérie U20 a U23.
Zúčastnil se Mistrovství světa hráčů do 20 let 2009 v Egyptě, kde Nigérie prohrála 2:3 v osmifinále s Německem. Na turnaji vstřelil jeden gól v zápase základní skupiny B proti Tahiti (výhra 5:0).
Rumunský fotbalový svaz jej kontaktoval s nabídkou reprezentovat Rumunsko.